# Ебенезер Анан
Ебенезер Анан (енгл. Ebenezer Annan; Акра, 21. август 2002) гански је фудбалер који игра за Сент Етјен.

## Клупска каријера
Анан је у Болоњу стигао 2020. и у наредне две године постао је један од значајнијих играча у младом тиму тог клуба. Иако је више пута седео на клупи претходне сезоне, прилику при првом тиму добио је током летње турнеје у склопу припрема за такмичарску 2021/22. Дебитовао је у Купу Италије, на сусрету с Тернаном, дана 16. августа 2021. Тада је утакмицу започео на терену и у игри провео 56 минута, након чега је замењен. Некоклико дана касније је био у протоколу на отварању сезоне у Серији А. У том такмичењу по први пут је наступио 21. јануара следеће године, ушавши у игру у 66. минуту сусрета с Вероном.
Сезону 2022/23. провео је на позајмици у Имолезеу где је одиграо 28 утакмица. Анан је након тога прослеђен српском суперлигашу, Новом Пазару, на једногодишњу позајмицу. Нови Пазар је након те сезоне искористио откупну клаузулу, док је Анан убрзо прешао у Црвену звезду. У том клубу званично је представљен је 18. јуна 2024. године и задужио дрес с бројем 73, а уговор је потписао у трајању од три године уз могућност продужетка за још једну. С екипом је прошао припремни период под вођством тренера Владана Милојевића. Месец дана касније прослеђен је на позајмицу ОФК Београду. Од јануара 2025. вратио се у састав Црвене звезде. Први погодак у својој професионалној каријери, Анан је постигао против нишког Радничког, 8. марта 2025, претходно уписавши асистенцију на истој утакмици. У августу 2025. године остварио је трансфер у Сент Етјен.

## Репрезентација
У марту 2024. Анан је позван у репрезентацију Гане. Дебитовао је на пријатељској утакмици против Нигерије истог месеца.

## Статистика

### Клупска
Ажурирано 10. августа 2025.
|                         |          |                  |    |   |   |   |   |   |   |   |     |   |  |  |
| Болоња                  | 2020/21. | Серија А         | 0  | 0 | 0 | 0 | — | — | — | — | 0   | 0 |  |  |
| Болоња                  | 2021/22. | Серија А         | 1  | 0 | 1 | 0 | — | — | — | — | 2   | 0 |  |  |
| Болоња                  | Укупно   | Укупно           | 1  | 0 | 1 | 0 | — | — | — | — | 2   | 0 |  |  |
|                         |          |                  |    |   |   |   |   |   |   |   |     |   |  |  |
| Имолезе (позајмица)     | 2022/23. | Серија Ц         | 27 | 0 | 1 | 0 | — | — | — | — | 28  | 0 |  |  |
|                         |          |                  |    |   |   |   |   |   |   |   |     |   |  |  |
| Нови Пазар (позајмица)  | 2023/24. | Суперлига Србије | 30 | 0 | 2 | 0 | — | — | — | — | 32  | 0 |  |  |
|                         |          |                  |    |   |   |   |   |   |   |   |     |   |  |  |
| ОФК Београд (позајмица) | 2024/25. | Суперлига Србије | 19 | 0 | 0 | 0 | — | — | — | — | 19  | 0 |  |  |
|                         |          |                  |    |   |   |   |   |   |   |   |     |   |  |  |
| Црвена звезда           | 2024/25. | Суперлига Србије | 16 | 1 | 3 | 0 | — | — | — | — | 19  | 1 |  |  |
| Црвена звезда           | 2025/26. | Суперлига Србије | 1  | 0 | — | — | 0 | 0 | — | — | 1   | 0 |  |  |
| Црвена звезда           | Укупно   | Укупно           | 17 | 1 | 3 | 0 | 0 | 0 | — | — | 20  | 1 |  |  |
|                         |          |                  |    |   |   |   |   |   |   |   |     |   |  |  |
| Сент Етјен              | 2025/26. | Лига 2           | 1  | 0 | 0 | 0 | — | — | — | — | 1   | 0 |  |  |
|                         |          |                  |    |   |   |   |   |   |   |   |     |   |  |  |
| Каријера                | Каријера | Каријера         | 95 | 1 | 7 | 0 | 0 | 0 | — | — | 102 | 1 |  |  |
|                         |          |                  |    |   |   |   |   |   |   |   |     |   |  |  |

### Репрезентативна
Ажурирано 20. фебруара 2025.
| Гана   | Гана    | Гана   |
| Године | Наступа | Голова |
| ------ | ------- | ------ |
| 2024.  | 4       | 0      |
| Укупно | 4       | 0      |

## Трофеји, награде и признања
Црвена звезда
- Суперлига Србије : 2024/25.[27]
- Куп Србије : 2024/25.[28]